# 活性污泥法

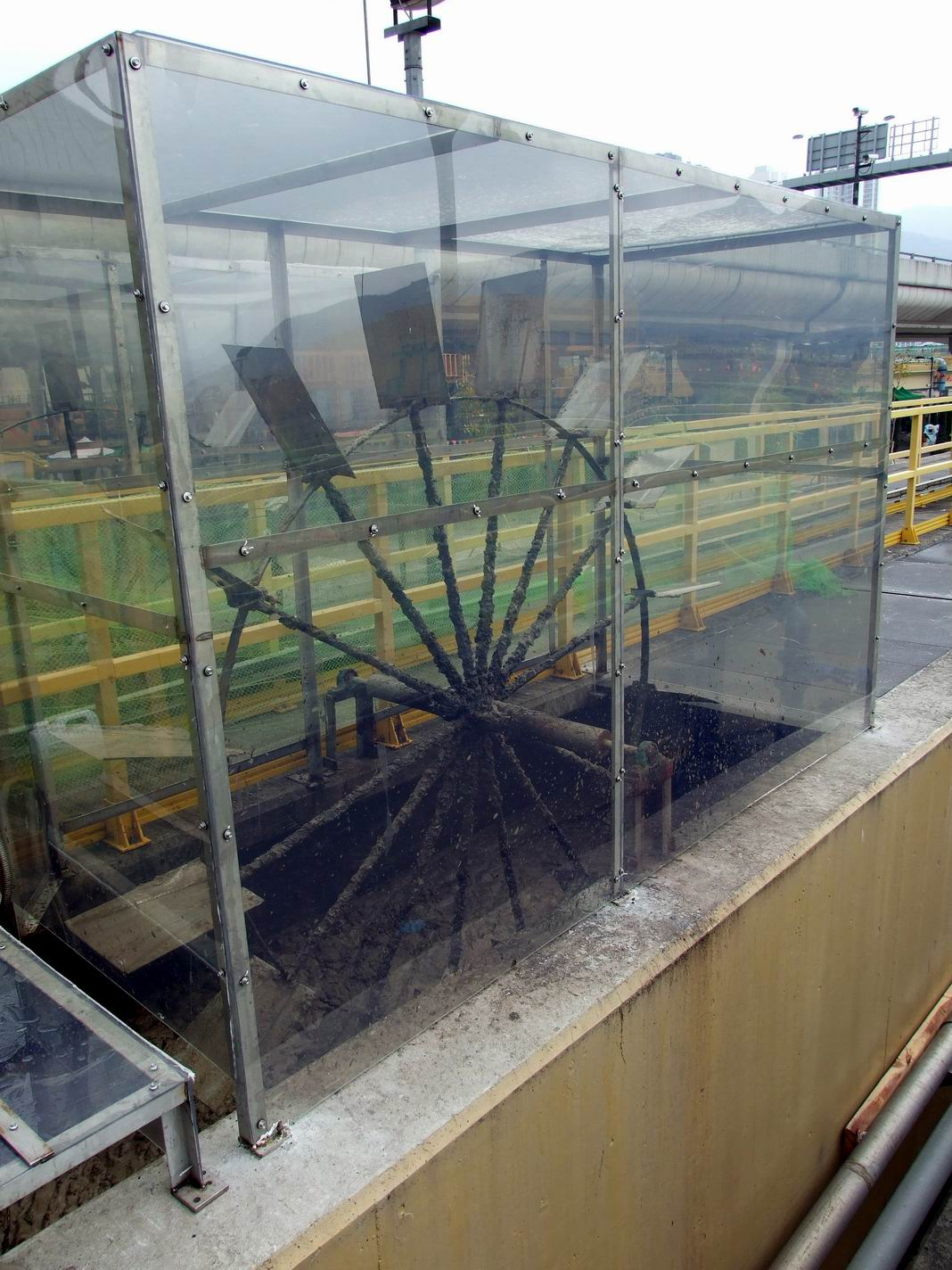
設於香港沙田污水處理廠的活性污泥系統

活性污泥法是一种污水的好氧生物处理法，由英国的克拉克和盖奇于1912年发明。如今，活性污泥法及其衍生改良工艺是处理城市污水最广泛使用的方法。它能从污水中去除溶解性的和胶体状态的可生化有机物以及能被活性污泥吸附的悬浮固体和其他一些物质，同时也能去除一部分磷素和氮素。

## 历史
1912年，克拉克（Clark）和盖奇（Gage）将污水装在玻璃瓶裡，进行实验。他们发现对污水长时间曝气，玻璃瓶裡会出现污泥，水质也得到明显改善。他们进一步发现，将那些没有洗干净而附着有污泥的瓶子用作污水曝气实验，污水处理效果更好。他们称这种自己生长的污泥为“活性污泥”（Activated Sludge）。让曝气后的污水静止沉淀，倒出上层已经净化的清水，留下瓶底的污泥，供第二天使用，这样可以大大缩短污水处理的时间。
1914年，第一座活性污泥法污水处理厂在英国曼彻斯特建立。

## 活性污泥
肉眼观察活性污泥，呈黄褐色絮状物质。气味特殊，但无臭味。在显微镜下观察活性污泥颗粒，可以看见大量微生物，包括各种细菌、真菌、原生动物和少量的后生动物。除此之外，还有作为粘附基础的无机物质存在。这些微生物和无机物组成了微型的生态系统。这种生态系统成为菌胶团或稱"膠羽"。活性污泥颗粒中70-90%是有机物，即微生物，另有10-30%是其他无机物质。
菌胶团是有细菌分泌的多糖类物质将细菌包覆为黏性团块，构成活性污泥絮凝体的核心。在菌胶团外围，粘附了着真菌和原生动物，而较为高等的后生动物则是处于相对游离的状态。

## 流程和原理
典型的活性污泥法是由曝气池、沉淀池、污泥回流系统和剩余污泥排除系统组成。
污水和回流的活性污泥一起进入曝气池形成混合液。从空气压缩机站送来的压缩空气，通过铺设在曝气池底部的空气扩散装置，以细小气泡的形式进入污水中，目的是增加污水中的溶解氧含量，还使混合液处于剧烈搅动的状态，形悬浮状态。溶解氧、活性污泥与污水互相混合、充分接触，使活性污泥反应得以正常进行。
- 第一阶段，污水中的有机污染物被活性污泥颗粒吸附在菌胶团的表面上，这是由于其巨大的比表面积和多糖类黏性物质。同时一些大分子有机物在细菌胞外酶作用下分解为小分子有机物。
- 第二阶段，微生物在氧气充足的条件下，吸收这些有机物，并氧化分解，形成二氧化碳和水，一部分供给自身的增殖繁衍。活性污泥反应进行的结果，污水中有机污染物得到降解而去除，活性污泥本身得以繁衍增长，污水则得以净化处理。

经过活性污泥净化作用后的混合液进入二次沉淀池，混合液中悬浮的活性污泥和其他固体物质在这里沉淀下来与水分离，澄清后的污水作为处理水排出系统。经过沉淀浓缩的污泥从沉淀池底部排出，其中大部分作为接种污泥回流至曝气池，以保证曝气池内的悬浮固体浓度和微生物浓度；增殖的微生物从系统中排出，称为“剩余污泥”。事实上，污染物很大程度上从污水中转移到了这些剩余污泥中。
活性污泥法的原理形象说法：微生物“吃掉”了污水中的有机物，这样污水变成了干净的水。它本质上与自然界水体自净过程相似，只是经过人工强化，污水净化的效果更好。

## 工艺类型
自1912年开始自今，活性污泥法经过近100年的发展和改良，在理论和实践上都相当的成熟，同时也衍生出了很多种类的运行方式，如下列举的是各种典型的活性污泥法工艺流程：
- 传统活性污泥法
- 完全混合活性污泥法
- 延时曝气
- 纯氧曝气
- 浅层曝气
- 深井曝气
- 接触稳定法
- 氧化沟
- 活性生物滤池（ABF工艺）
- 吸附-生物降解工艺（AB法）
- 序批式活性污泥法（SBR）

## 不足之处
传统活性污泥法会排放出大量剩余污泥。这些污泥中饱含着各种污染物，所以处理和处置这些污泥也是一大难题。现在的活性污泥法发展趋势是污泥减量化和与厌氧法组合处理工艺。

### 其他参考书目
- 张自杰、顾夏声等. 排水工程(下). 北京:中国建筑工业出版社. 1996. ISBN 7-112-02694-6
- 李海、孙瑞征、陈振选. 城市污水处理技术及工程实例. 北京:化学工业出版社，2002.6. ISBN 7-5025-3750-3